# Gérard Mestrallet
Gérard Mestrallet (ur. 1 kwietnia 1949 w Paryżu) – francuski menadżer.
Mestrallet studiował w Instytucie Studiów Politycznych w Tuluzie, École nationale de l’aviation civile oraz uzyskał dyplom École polytechnique i École nationale d’administration. W 1984 roku dołączył do francuskiego dostawcy energii GDF Suez, najpierw jako specjalny doradca prezydenta, a następnie jako starszy wiceprezes ds. przemysłowych. W lutym 1991 roku został dyrektorem generalnym Société générale de Belgique. W lipcu 1995 Mestrallet został mianowany prezesem i dyrektorem generalnym Compagnie de Suez, a w czerwcu 1997 prezesem zarządu Suez Lyonnaise des Eaux. Od 2001 do 2016 był dyrektorem generalnym, a do 2018 prezesem zarządu. francuska firma GDF Suez (od 2015 Engie).
W 2018 roku Mestrallet został mianowany przez prezydenta Francji Emmanuel Macron na stanowisko prezesa wykonawczego Agencji Rozwoju Al-Ula w Arabii Saudyjskiej, odpowiedzialnej za turystykę i rozwój kulturalny we współpracy z Królestwem Arabii Saudyjskiej.